# Tegsagbo
Tegsagbo est une commune rurale située dans le département de Bokin de la province du Passoré dans la région Nord au Burkina Faso.

## Géographie
Commune très excentrée au sud-est du département, Tegsagbo est situé à environ 30 km au sud-est de Bokin, le chef-lieu du département, à 15 km au sud-est de Sarma et à environ 80 km à l'est de Yako. La commune est en revanche à 5 km à l'ouest de la route nationale 22, l'un des principaux axes du pays allant vers Ouagadougou.

## Économie
L'économie de Tegsagbo est très liée à l'agriculture permise par la construction d'un barrage de retenue en remblais permettant une irrigation des terres agricoles communales.

## Santé et éducation
Le centre de soins le plus proche de Tegsagbo est le centre de santé et de promotion sociale (CSPS) de Sarma tandis que le centre médical avec antenne chirurgicale (CMA) de la province se trouve à Yako.